# Nemo sua sorte contentus
La locuzione latina Nemo sua sorte contentus, tradotta letteralmente, significa nessuno è mai soddisfatto della sua condizione. (Orazio, Satire, I, 1).
Questa locuzione è quanto mai attuale: anche oggi i bianchi vogliono diventare neri, i neri bianchi, i biondi mori, i mori biondi, ecc. Ma solo quando perdiamo ciò che abbiamo ci rendiamo conto del vero valore che possedevamo.